# Фарух
Фарух (азерб. Farux), Парух (вірм. Փարուխ) — село у Аскеранському районі Азербайджану. Село розташоване на північ від Аскерана, поруч з селами Арменакаван, Храморт, Сардарашен та Овташен (Мартакертський район).